# Marie Vignon

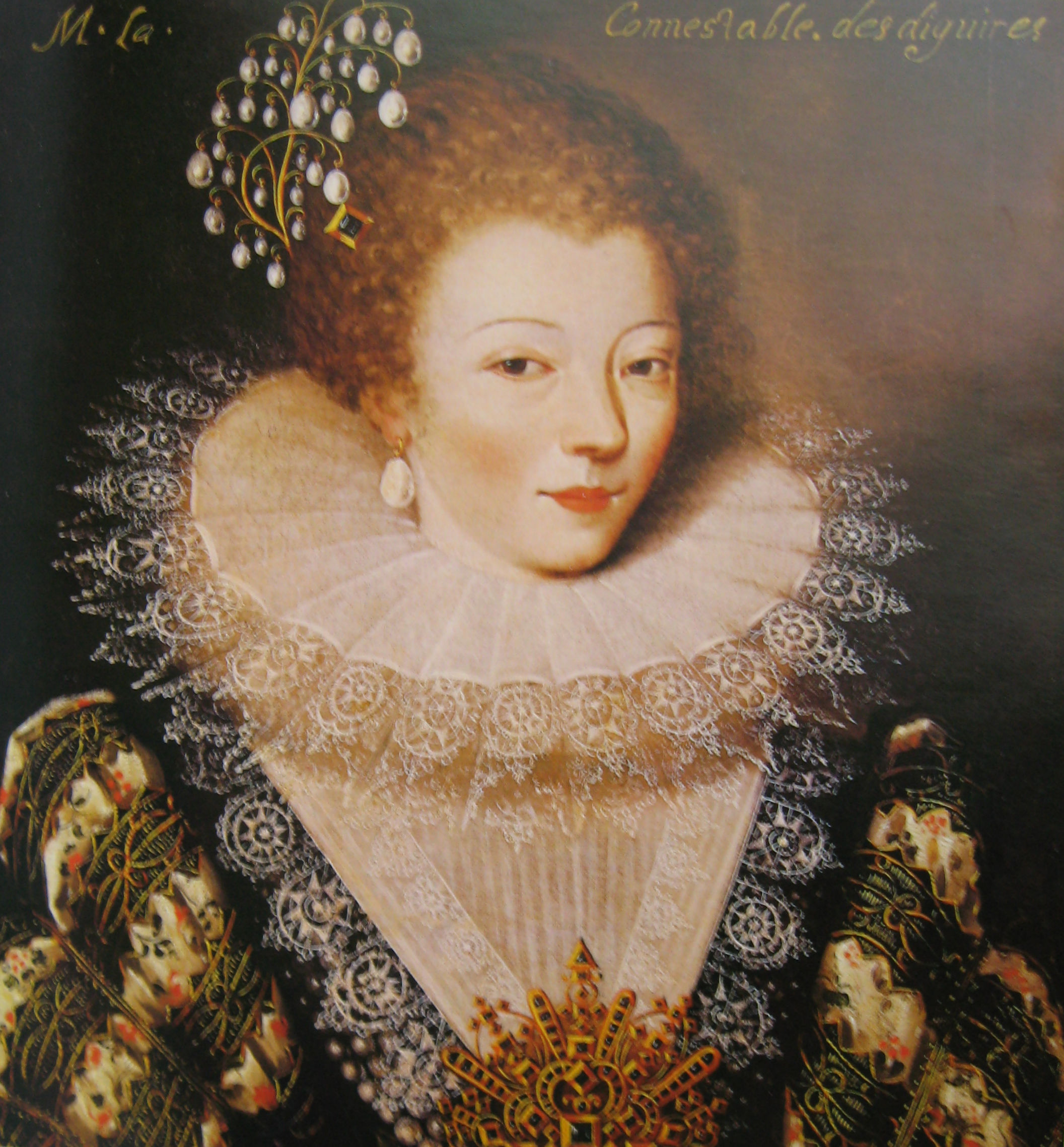
Marie Vignon rond 1622

Marie Vignon (1576 - 22 februari 1657) was de maîtresse en later de tweede echtgenote van François de Bonne de Lesdiguières (1543-1626), protestantse legerleider en connétable van Frankrijk.
Vignon was van bescheiden komaf, de dochter van een handelaar in Grenoble. Ze huwde met zijdehandelaar Ennemond Matel. Ze werd opgemerkt door François de Bonne de Lesdiguières, nadat hij als protestants legerleider in de Dauphiné Grenoble had veroverd en er zijn intrede had gemaakt (1590). Ze werd zijn maîtresse en de geboorte van twee buitenechtelijke dochters, Catherine en Françoise, veroorzaakte schandaal. De Bonne de Lesdiguières liet in Grenoble het Hôtel de Franquières voor haar bouwen. In 1608 overleed de echtgenote van de Bonne de Lesdiguières, Claudine de Béranger, zodat enkel de echtgenoot van Marie Vignon een huwelijk nog in de weg stond. Ennemond Matel werd gedood in onduidelijke omstandigheden en de moordenaar kon ongestraft vluchten. In 1617 werd het huwelijk tussen de katholieke Vignon en de protestant de Bonne de Lesdiguières ingezegend door de aartsbisschop van Embrun. In 1622 bekeerde de Bonne de Lesdiguières zich tot het katholicisme. Marie Vignon werd na haar huwelijk dame van Moirans en later markiezin van Treffort.
Marie Vignon werd door haar tijdgenoten een lichtzinnige levenshouding verweten. Toch was ze erg invloedrijk in de politieke beslissingen van François de Bonne de Lesdiguières. Zij beïnvloedde zijn overgang naar het katholicisme.